# Zweirichtungsfahrzeug
Als Zweirichtungsfahrzeug werden Fahrzeuge bezeichnet, die – im Gegensatz zu Einrichtungsfahrzeugen – mit jedem ihrer beiden Enden voraus fahren können. Man findet sie fast ausschließlich im Schienenverkehr, aber auch bei Fähren auf kurzen Strecken und flachem Wasser. Ein Zweirichtungsfahrzeug hat dabei entweder an beiden Enden einen Führerstand oder in der Mitte einen erhöhten Mittelführerstand, welcher an beiden Seiten die nötigen Bedienelemente aufweist. Die Begriffe „vorne“ und „hinten“ sind somit bei Zweirichtungsfahrzeugen nur zur Unterscheidung der beiden Fahrzeugenden von Bedeutung (etwa „Führerstand 1“ und „Führerstand 2“), technisch sind sie gleichwertig. Oft spricht man auch kurz vom Zweirichter.

## Allgemeines
Der Existenzgrund für Zweirichtungsfahrzeuge ist zum einen, dass die Bahnsteige nicht an allen Zugangsstellen (Bahnhöfe, Haltestellen) an derselben Fahrzeugseite liegen, und zum anderen, dass Schienenfahrzeuge in Kopfbahnhöfen (Eisenbahn) bzw. an Endstellen (Straßenbahn) ihre Fahrtrichtung wechseln müssen. Die Natur eines Zweirichtungsfahrzeugs macht dabei einige betriebliche Besonderheiten nötig; zum Beispiel muss das Fahrzeug stets „wissen“, wo für dasselbe gerade vorne ist. Üblicherweise wird das Ende, an dem der Triebfahrzeugführer bzw. Straßenbahnfahrer den Hebel des Richtungsschalters aufgesteckt und verlegt hat, als vorne angesehen. Auch muss ein Zweirichtungsfahrzeug in der Lage sein, an beiden Fahrzeugenden Zugspitzen- und Zugschlusssignale/Rücklichter anzuzeigen; am besten sollten technische Vorkehrungen getroffen werden, damit keine unlogischen Kombinationen von Endsignalen eingestellt werden können. Auch sollte eine sogenannte seitenselektive Türsteuerung (SST) dafür sorgen, dass an Zugangsstellen nur die Türen auf der Bahnsteigseite freigegeben werden (um zu vermeiden, dass Fahrgäste sich aus Versehen in den Gleisbereich des Nachbargleises begeben).

## Schienenverkehr

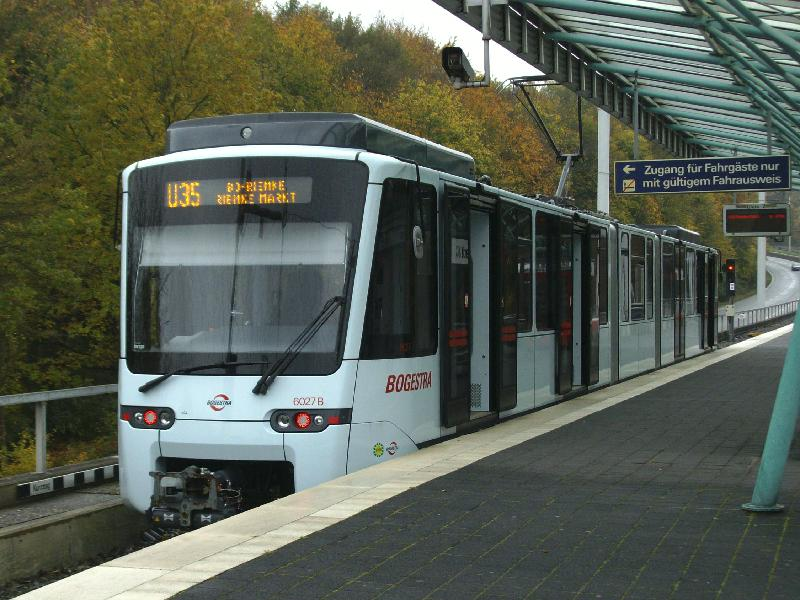
Stadtbahn Stadler Tango in Bochum

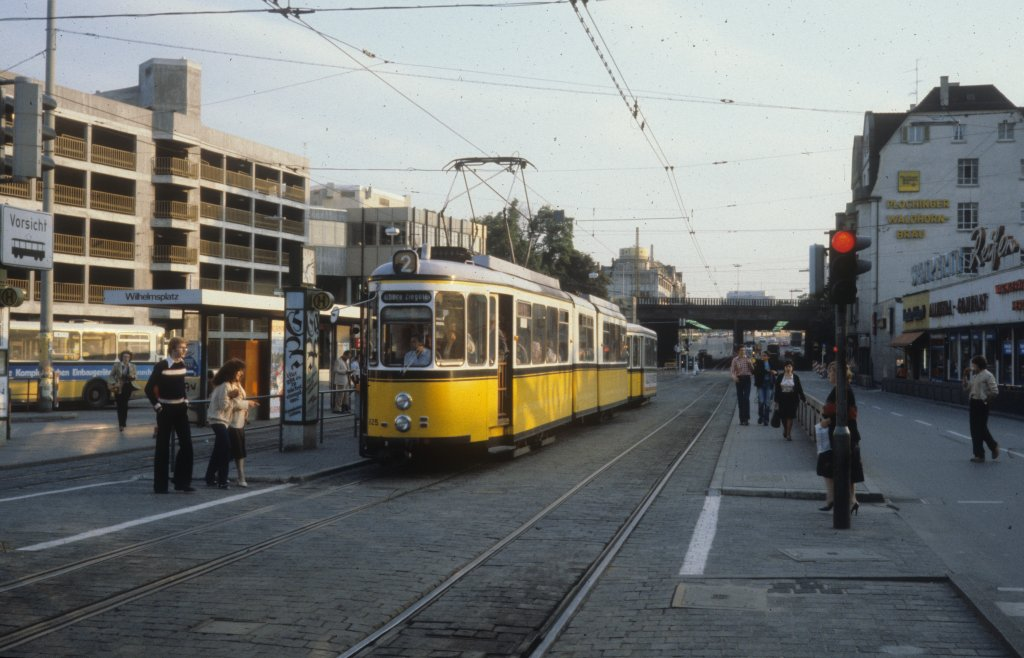
Dieser DoT4 wurde im Juli 1979 nur noch als Einrichter genutzt, die linke Tür steht zu Belüftungszwecken aber offen

Fast alle Eisenbahnfahrzeuge sind heute Zweirichtungsfahrzeuge, während früher beispielsweise viele Dampflokomotiven Einrichtungsfahrzeuge waren, die mit Hilfe von Drehscheiben gewendet werden mussten. Triebwagen und Lokomotiven haben an beiden Enden Führerstände, Personenwagen haben an beiden Seiten Türen. Rangierlokomotiven haben normalerweise Mittelführerstände.
In der Anfangszeit der Straßenbahn waren Zweirichtungswagen die Regel, zunächst als Pferdebahn (wobei zwar die Pferde umgespannt wurden, der Wagen selbst jedoch nicht gedreht wurde), später als einzeln fahrende elektrische Triebwagen (sogenannte Solowagen). Mit dem Aufkommen von antriebslosen Beiwagen wurde der Zweirichtungsbetrieb jedoch komplizierter, an den Endstellen musste der Triebwagen jeweils umsetzen, bevor das Gespann die Fahrt in die Gegenrichtung fortsetzen konnte. Zur Vereinfachung und zur Verringerung der vor allem mit Stangen- und Lyrastromabnehmern aufwändigen Richtungswechsel wurde bald darauf in einigen Netzen der Betrieb mit Standbei- oder Stoßtriebwagen eingeführt. Später errichteten viele Betriebe (sofern es die örtlichen Verhältnisse ermöglichten) an den Endstellen Wendeschleifen, um den sogenannten „Umsetzvorgang“ zu vermeiden. Diese Wendeschleifen wurden zunächst auch von Zweirichtungsfahrzeugen befahren, erst deutlich später (als genügend Wendeschleifen zur Verfügung standen) begannen einige Betriebe, ihre Fahrzeuge umzubauen oder durch neue Einrichtungsfahrzeuge zu ersetzen. Vorteile von Einrichtungsfahrzeugen sind weniger erforderliche Führerstände und Einstiegstüren, zusätzlich können auf der türlosen Seite zusätzliche Sitzplätze untergebracht werden. Dennoch setzen viele Straßenbahnbetriebe bis heute auf Zweirichtungsbetrieb oder setzen beide Fahrzeugarten gemischt ein. Zweirichtungswagen bieten den Vorteil der größeren betrieblichen Flexibilität, sie können über Gleiswechsel als Notkehranlagen oder Stumpfgleise die Fahrtrichtung wechseln, die Endstellen verbrauchen somit nicht soviel Platz wie bei Wendeschleifen (oder Gleisdreiecken). Auch kann bei Streckenunterbrechungen infolge von Bauarbeiten oder Betriebsstörungen der Betrieb besser aufrechterhalten werden. Durch die Nutzung von Vielfach- und Wendezugsteuerungen wurde auch der Zug- und Beiwagenbetrieb ohne Umsetzvorgänge möglich.
Ein spezieller Vorteil von ausschließlich im Einrichtungsverkehr genutzten Zweirichtungswagen ist deren Belüftung im Sommer. Hierbei stehen die nicht benötigten Türen offen, werden aber mit hüfthohen Gittern gesichert.

## Sonderformen

### Triebköpfe

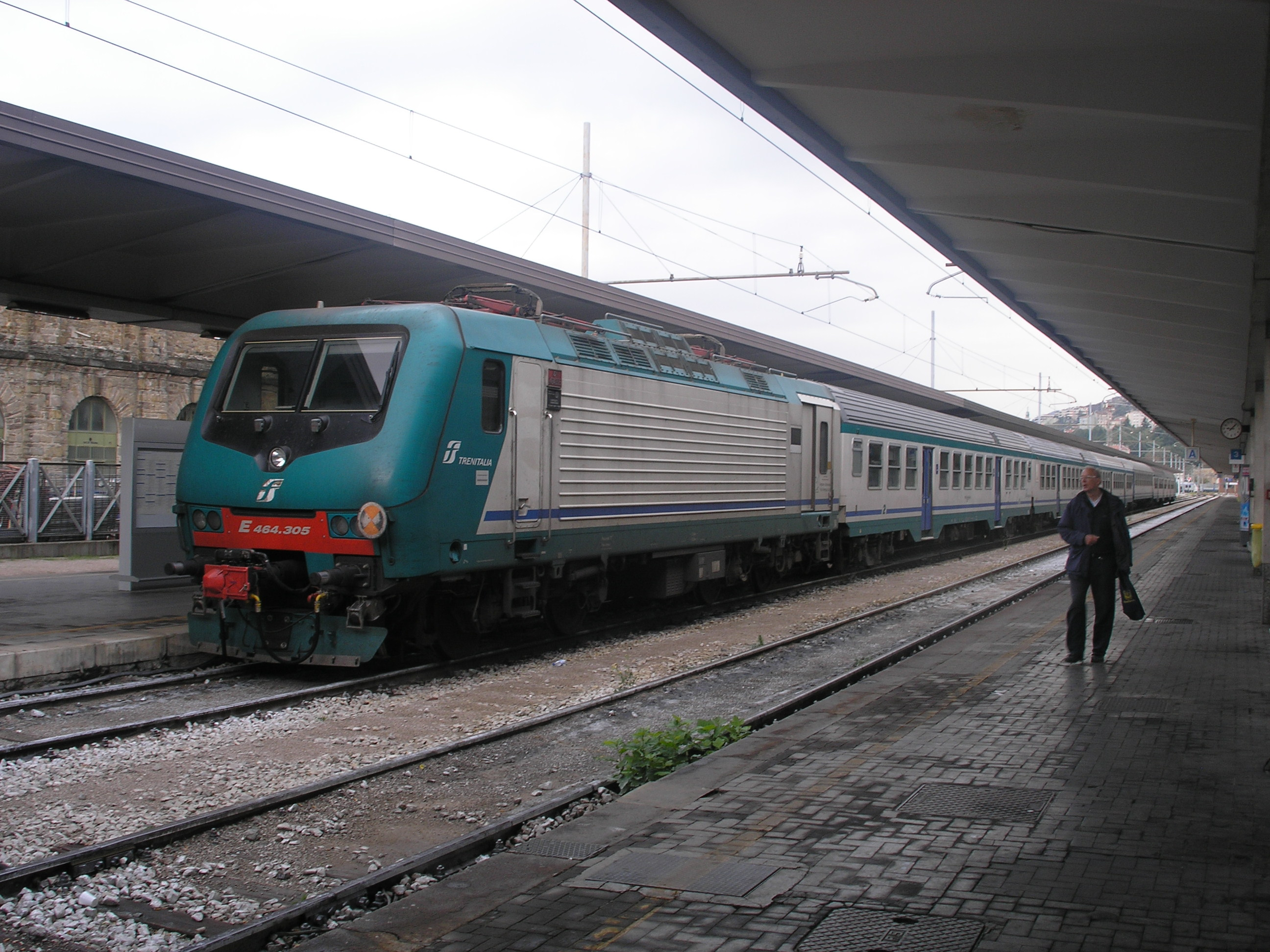
Die Lokomotiven der italienischen Baureihe E.464 sind eigentlich Triebköpfe

Bekannteste Sonderform im Eisenbahnverkehr sind die Triebköpfe (die im Grunde genommen Zweirichtungsfahrzeuge mit nur einem Führerstand sind), sowie die Steuerwagen. Beide Formen sind zwar für sich genommen Einrichtungsfahrzeuge, dennoch werden sie im planmäßigen Betrieb stets zusammen mit einem weiteren Triebkopf (Triebkopf + Zwischenwagen + Triebkopf, z. B. ICE-V und ICE 1) oder in Wendezugeinheiten (Triebkopf + Zwischenwagen + Steuerwagen, z. B. ICE 2, bzw. Lokomotive + Zwischenwagen + Steuerwagen, Normalzustand bei heutigen Intercity- und vielen Regionalzügen) eingesetzt, so dass diese Züge problemlos in beide Richtungen fahren können.

### Unechte Zweirichtungswagen
Als Sonderfälle gibt es unechte Zweirichtungswagen. Diese werden auch als halbe Zweirichtungsfahrzeuge oder Anderthalbrichtungsfahrzeuge bezeichnet; es müssen aber zwei unterschiedliche Konzepte unterschieden werden:
- Einrichtungsfahrzeuge mit beidseitigen Türen: diese Fahrzeuge sind dort zu finden, wo Einrichtungsfahrzeuge auch an Mittelbahnsteigen (z. B. auf Tunnelstrecken) halten; Beispiele:
  - Typ GT4 der Straßenbahn Aachen, im Einsatz auf Linie 12 von 1959 bis 1973,
  - einige GT6 bzw. GT8 in Essen und Mülheim wurden ab 1992 mit zwei oder drei linksseitigen Türen nachgerüstet,
  - die Heidelberger GT6 Nr. 209 bis 213 besaßen für die Überlandstrecke nach Schwetzingen bereits ab Werk zwei schmale Türen auf der linken Seite, diese wurden beim Weiterverkauf der Wagen ausgebaut,
  - ehemaliger Duobus in Essen: hier verkehrten Busse mit zusätzlichen linksseitigen Türen.
- Zweirichtungswagen mit nur einem Führerstand: diese können nur in Mehrfachtraktion (Kombination mit einem weiteren unechten oder mit einem echten Zweirichtungswagen) im Zweirichtungsbetrieb eingesetzt werden. Diese Sonderform ist vergleichbar mit Triebwagen wie den RBDe 560 der SBB im Eisenbahnverkehr; Beispiele:
  - B-Wagen der Serie 2200 der Stadtbahn Köln
  - Tatra T5C5 der Straßenbahn Budapest, im Budapester Netz gibt es sowohl Bahnsteige auf beiden Seiten als auch Stumpfendstellen
  - MGT-K der Straßenbahn Halle
  - Typ NF8U der Rheinbahn Düsseldorf seit 2006
  - TW 2500 der Stadtbahn Hannover
  - Typ U5-50 der U-Bahn Frankfurt
  - Typ T und T1 der Wiener U-Bahn-Linie U6
  - Be 4/6 der Forchbahn
  - Skoda 37T und 38T
  - DB-Baureihe 481 der S-Bahn Berlin

### Zweirichtungsfahrzeuge mit Türen nur auf einer Seite
Im öffentlichen Personenverkehr sollen bei Zweirichtungsfahrzeugen in der Regel auf beiden Fahrzeugseiten Türen vorhanden sein, damit an den Haltestellen gegenüberliegende, je für eine der beiden Fahrtrichtungen vorgesehene Bahnsteige benutzt werden können. Dadurch haben diese Fahrzeuge weniger Sitzplätze als Einrichtungsfahrzeuge. Es gibt jedoch Bahnen, deren Zweirichtungsfahrzeuge Türen nur an einer Seite haben. Solche Fahrzeuge können nur dann eingesetzt werden, wenn alle Bahnsteige einer Linie auf der gleichen Seite liegen. In der Regel handelt es sich dabei um betrieblich isolierte Kleinbahnen, Zahnradbahnen oder Straßenbahnbetriebe mit nur einer Linie, bei deren Bau alle Stationen auf derselben Seite angeordnet wurden. Zu diesen Betrieben gehören:
Zahnradbahnen:
- die Gornergratbahn
- die beiden Strecken der Rigi Bahnen, Vitznau-Rigi-Bahn und Arth-Rigi-Bahn haben die Einstiege je auf der gegenüberliegenden Seite, die neueren Fahrzeuge haben Einstiege auf beiden Seiten, damit sie auf beiden Linien eingesetzt werden können
- die Zahnradbahn Štrba–Štrbské Pleso
- die Drachenfelsbahn
- die heute zu den Appenzeller Bahnen gehörende Bergbahn Rheineck–Walzenhausen
- die Pilatusbahn
- die Manitou and Pike’s Peak Railway in den Vereinigten Staaten

Zahnradbahnen (ehemalig):
- die Zahnradbahn Lausanne–Ouchy
- die zum selben Unternehmen gehörende Zahnradbahn Lausanne–Gare, deren Wagen hatten die Türen auf der gegenüberliegenden Seite

Eisenbahnen:
- die Bahnstrecke Triest–Opicina in Italien
- die Talyllyn Railway in Wales
- die Corris Railway in Wales

Eisenbahnen (ehemalig):
- die ehemalige Inselbahn Juist
- die ehemalige Schmalspurbahn Klingenthal–Sachsenberg-Georgenthal
- die ehemalige Kreis Altenaer Eisenbahn (siehe auch Triebwagen KAE VT 1 und 2)
- die ehemalige Elektrische Kleinbahn Alt-Rahlstedt–Volksdorf–Wohldorf (in den letzten Jahren des Restbetriebs zwischen Ohlstedt und Wohldorf)

Straßenbahnen:

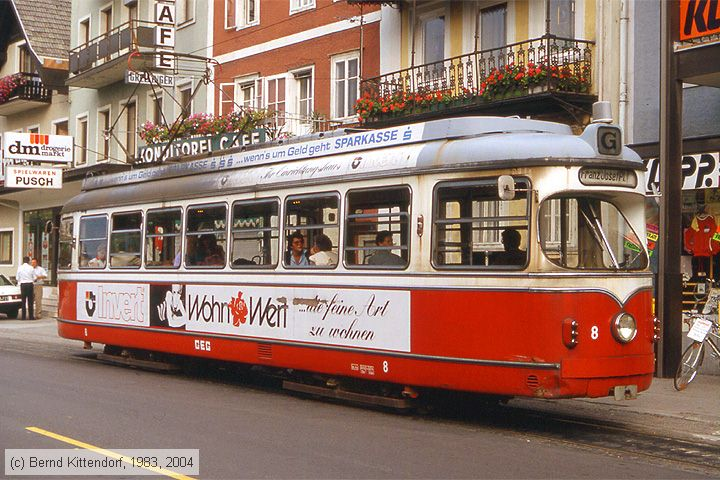
Straßenbahn Gmunden: türlose Seite des Triebwagens 8

- die Kirnitzschtalbahn, Deutschland
- die Tramvia de Sóller in Spanien
- die Straßenbahn Molotschne, Ukraine
- die Straßenbahn Jewpatorija, Ukraine[1]
- die Straßenbahn Oradea, Rumänien (nur beim Pendelverkehr auf Linie 1 und nur in der Schwachlastzeit)
- die Linie 6 der Thüringerwaldbahn in Waltershausen mit den durch Umbau entstandenen Tatra KT4D-Z 316 und 317

Straßenbahnen (ehemalig):
- die ehemalige Straßenbahn Hermannstadt, Rumänien (Betriebsform nicht mehr angewandt)
- die Straßenbahn Timișoara, Rumänien (Betriebsform nicht mehr angewandt)
- die Straßenbahn Szeged, Ungarn (Betriebsform nicht mehr angewandt)
- die ehemalige Straßenbahn Ravensburg–Weingarten–Baienfurt
- die Straßenbahn Göteborg, Schweden (Linie gegen Angered; Betriebsform nicht mehr angewandt)
- die Straßenbahn Gmunden, Österreich

Seilbahnen:
- die Dorfbahn Serfaus

## Straßenverkehr
Zweirichtungsstraßenfahrzeuge sind fast völlig unbekannt, zu den seltenen Beispielen gehören:
- die Spezialfahrzeuge, die im Wartungstunnel des Eurotunnels verkehren. Da sie zu lang sind, um in der engen Röhre zu wenden, haben sie an beiden Enden einen Fahrerplatz.
- die Zweirichtungsdienstfahrzeuge für den Spurbus in Adelaide, wo auf der Spezialtrasse mit seitlichen Spurführungselementen aus Beton ebenfalls nicht gedreht werden kann.
- die Shuttlebusse des Typs Contrac DES (Double End Steering) für die Beförderung von Passagieren vom Festland zur nur über einen schmalen Damm erreichbaren Insel Le Mont-Saint-Michel.[2]
- bestimmte Vorfeldbusse, beispielsweise auf den Flughäfen Wien, Malta, Hongkong und Abu Dhabi.
- bestimmte Oberleitungsbusse, darunter
  - das Versuchsfahrzeug der Gesellschaft für gleislose Bahnen Max Schiemann & Co., gebaut 1902 für die Turiner Gewerbeausstellung
  - die Fahrzeuge der ehemaligen Überlandstrecke von Liège nach Seraing
  - der spurgeführte Prototyp Mercedes-Benz O 305 GG von 1981
- Straßenbahnen auf Gummireifen des Systems Translohr
- die Fahrzeuge des Systems Autonomous Rail Rapid Transit
- bestimmte Feuerwehrfahrzeuge, zumeist für Fahrzeugtunnel[3]
- bestimmte Gabelstapler
- bestimmte Spähpanzer, z. B. der Spähpanzer Luchs

Zweirichtungs-Oberleitungsbus von Schiemann, 1902
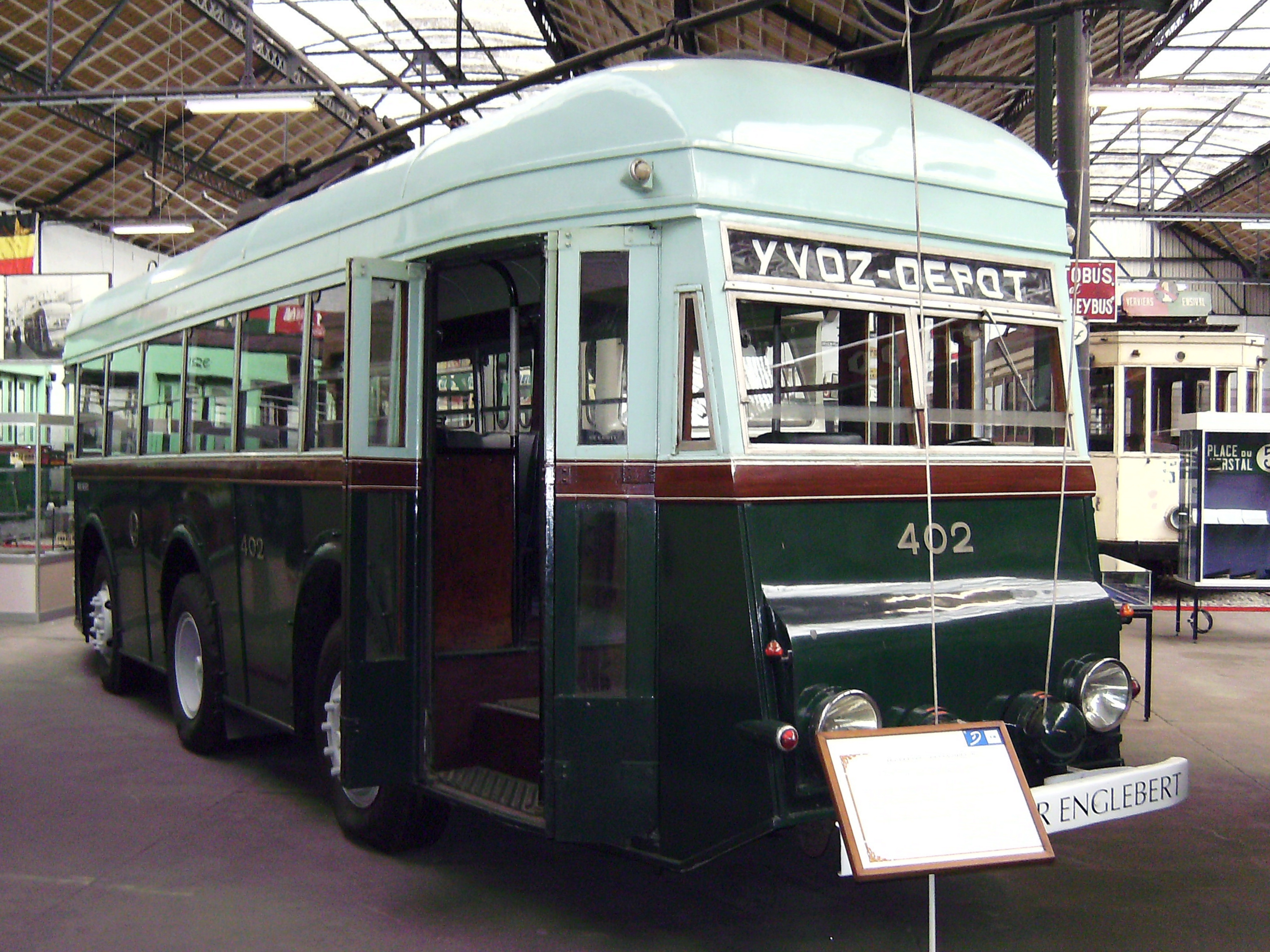
Zweirichtungsoberleitungsbus im Transportmuseum Liège
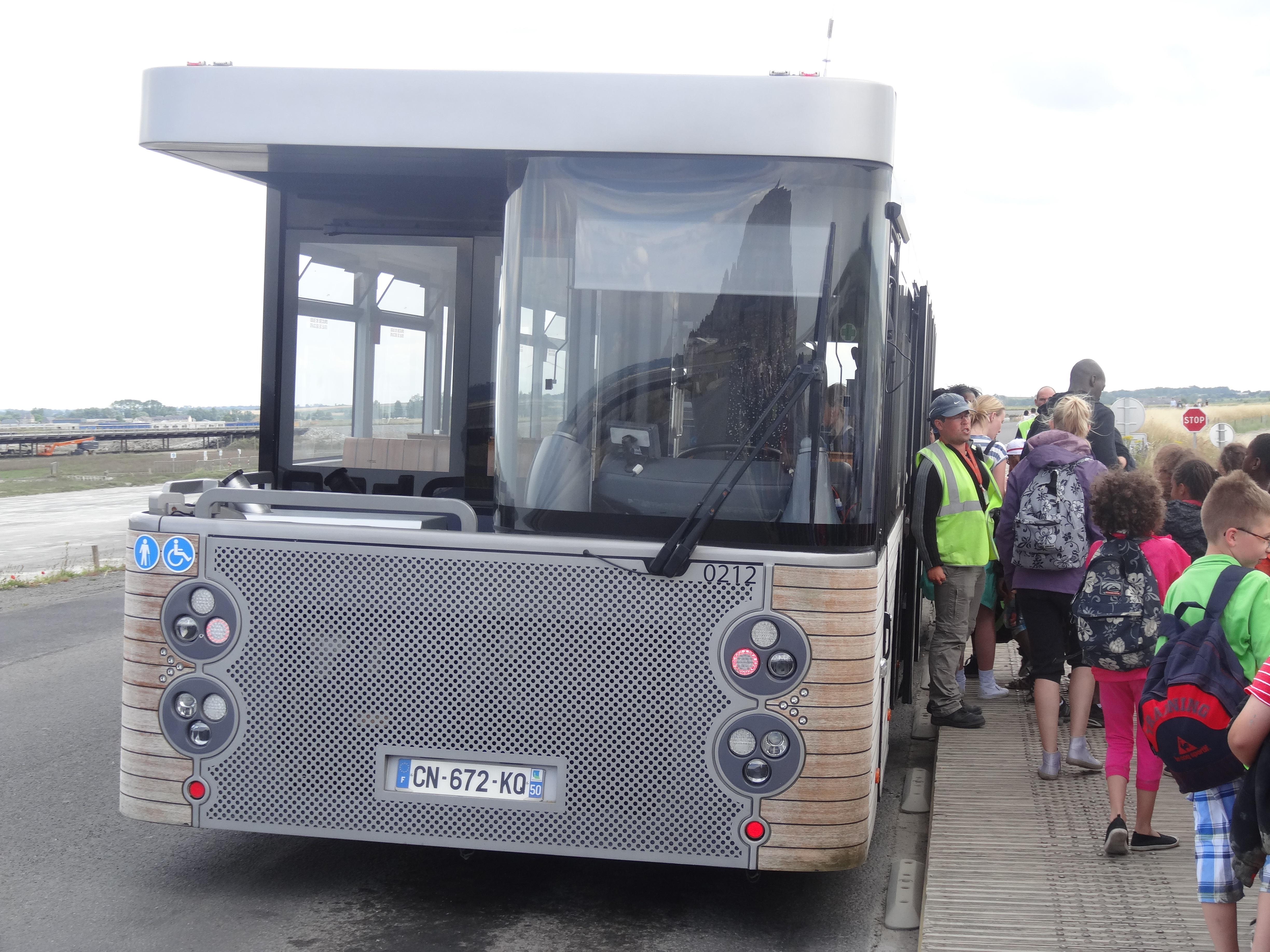
Pendelbus zur Insel Le Mont-Saint-Michel
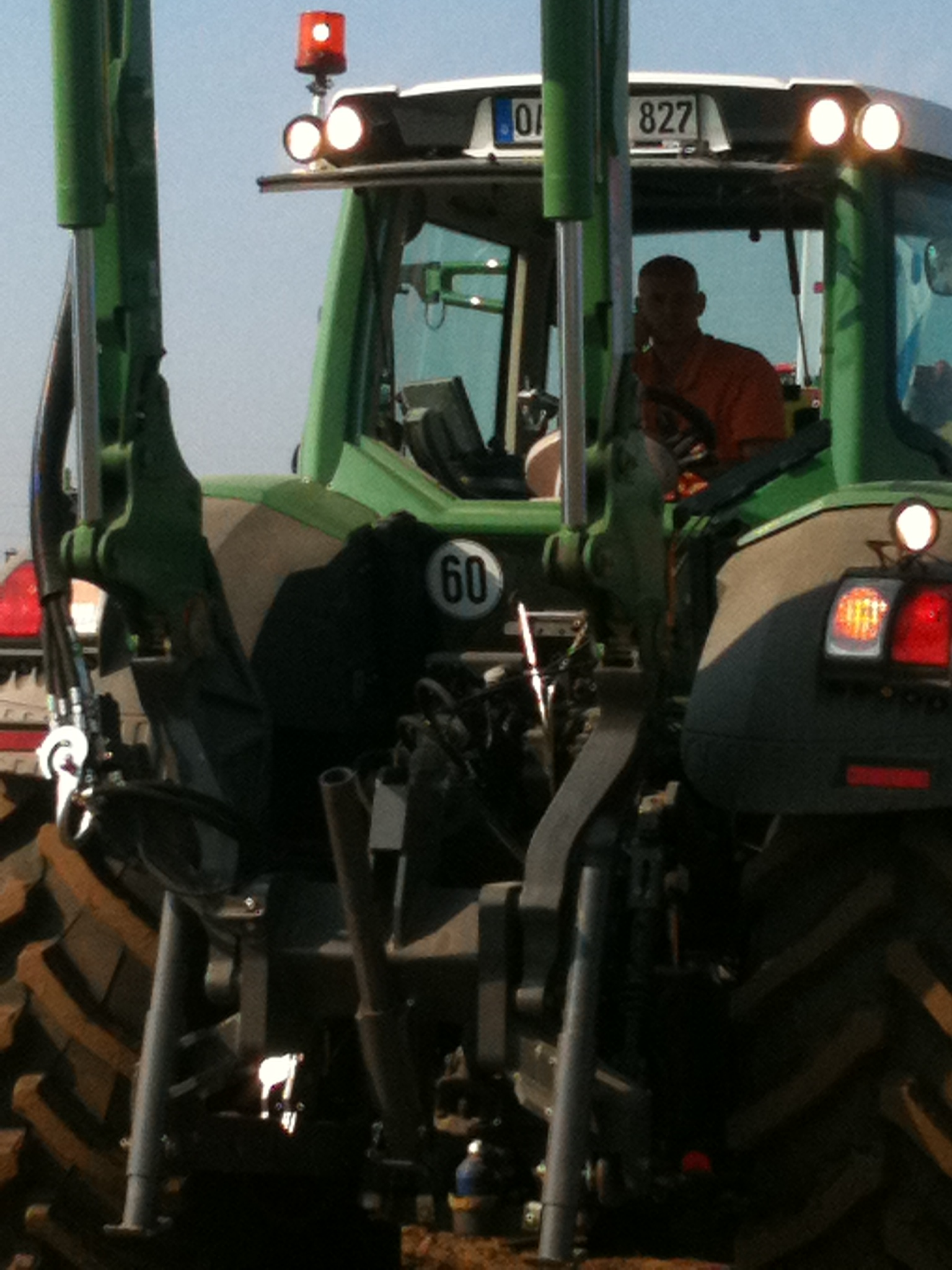
Traktor mit Rückfahreinrichtung
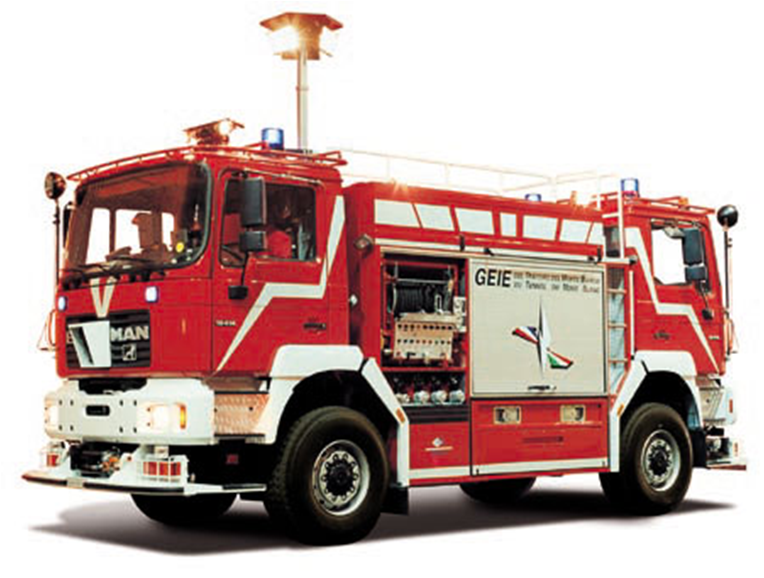
Feuerwehrfahrzeug des Mont-Blanc-Tunnels
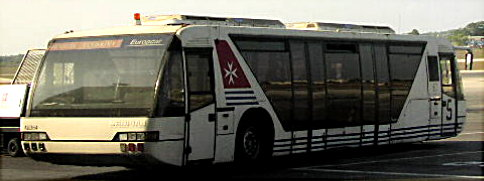
Vorfeldbus in Malta
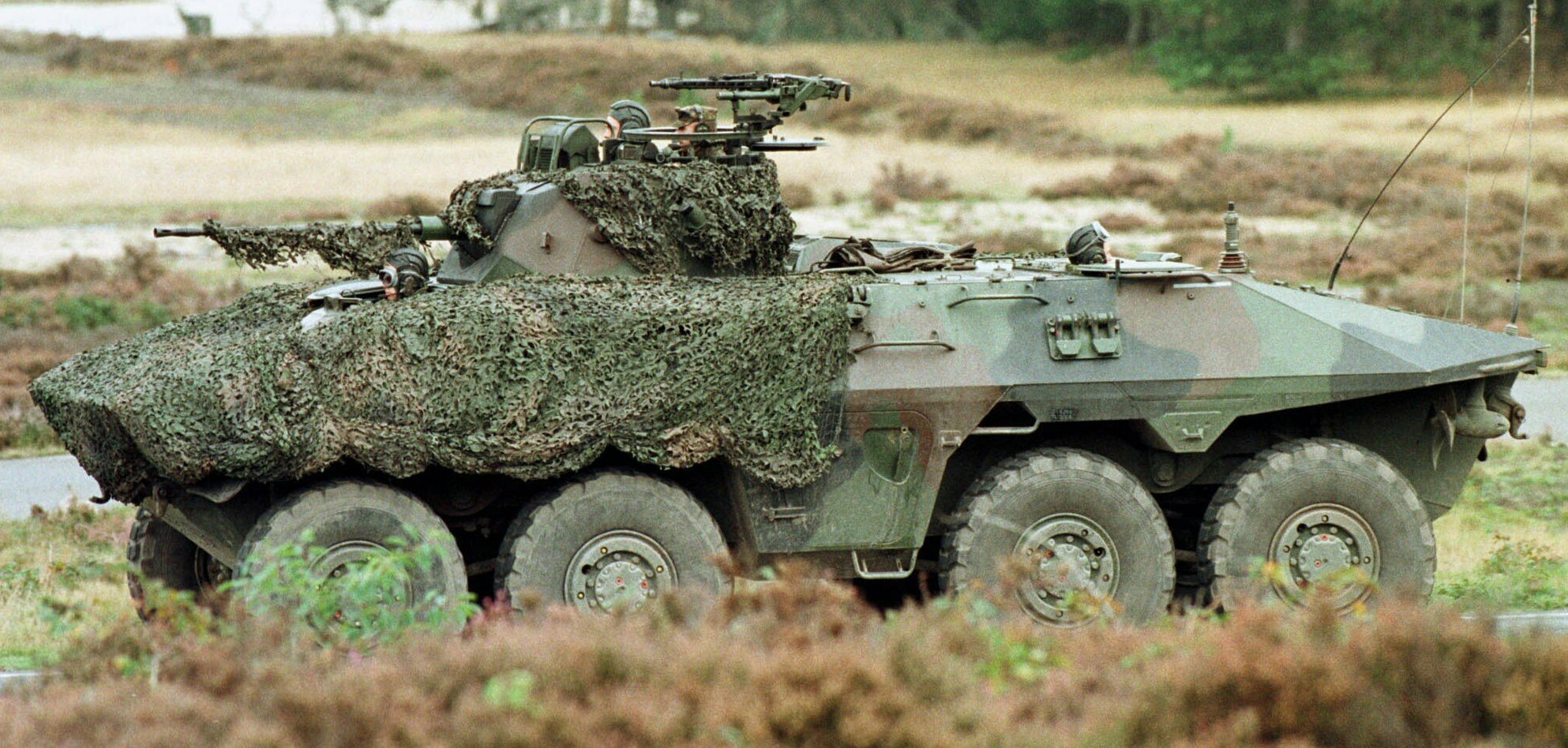
Spähpanzer Luchs mit Vor- und Rückwärtsfahrer

## Wasserfahrzeuge

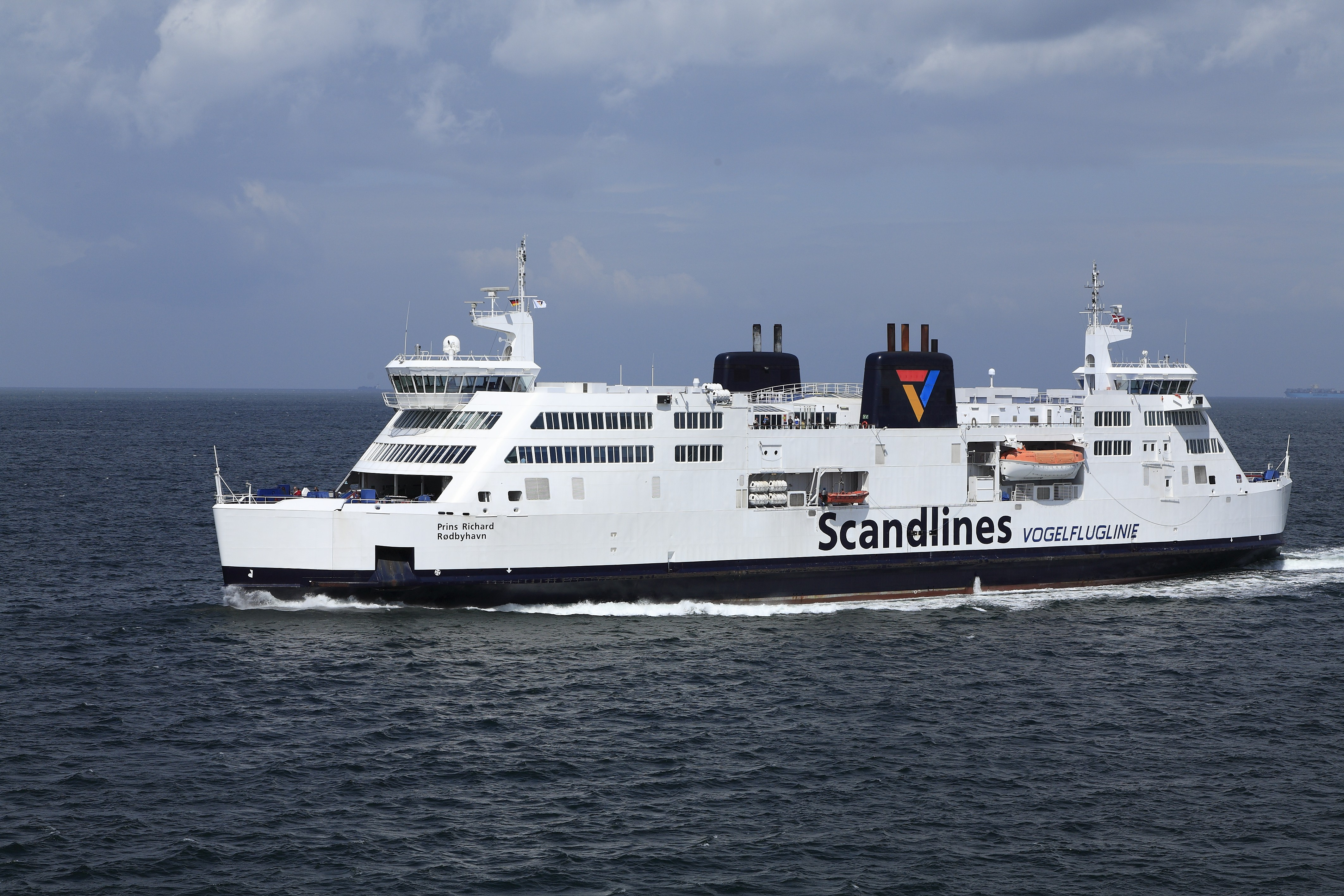
Symmetrische Doppelendfähre Prins Richard von Scandlines

Schiffe und Boote sind üblicherweise Einrichtungsfahrzeuge. Hierbei ist hervorzuheben, dass Ruderboote überwiegend entgegen der Blickrichtung des Ruderers, also im Rückwärtsgang, bewegt werden.
Fährschiffe sind mitunter als Zweirichtungsfahrzeug ausgeführt (Doppelendfähren), um Wendemanöver, die Platz und Zeit brauchen, zu vermeiden. Dies trifft in hohem Maße für Seilfähren zu, weil diese im Regelfall nicht wenden können. Bei vergleichsweise kurzen Strecken werden auch seegehende Fahrschiffe als weitgehend symmetrische Doppelendfährschiffe gebaut. Das betrifft beispielsweise die Vogelfluglinie zwischen Puttgarden und Rødby und die Verbindung über den Öresund zwischen Helsingør und Helsingborg; ebenso auf dem Boden-, Zürich- und Vierwaldstättersee. Neben den damit nicht erforderlichen Wendemanövern bieten Doppelendfährschiffe die vor allem beim Transport von Kraftfahrzeugen sinnvolle Möglichkeit, diese in Vorwärtsfahrt an und von Bord zu bringen.